# 유나이티드 익스프레스 3411편 사건
유나이티드 익스프레스 3411편 사건은 2017년 4월 9일 유나이티드 익스프레스 3411편(United Express Flight 3411) 항공기에서 항공사 직원에게 자리를 양보하는 것을 거부한 한 승객을 공항 경찰이 강제로 끌어내 부상을 입힌 사건이다.

## 개요
항공기가 출발하기 전, 승객들이 착석한 이후에, 유나이티드 항공은 접속 포인트에 가야 하는 리퍼블릭 항공 직원을 수송하기 위하여 네 명의 승객을 차출하였다. 차출된 승객에게는 800달러까지 지급되었으나 지원자가 없어, 매니저가 탑승하여 항공기를 떠날 네 명의 승객을 지목하였다.
지목된 승객 중 한 명인 호아족 출신 미국인 의사 데이비드 다오(David Dao)가 하차를 거부하였는데, 유나이티드 항공 제공한 이후 비행기는 다음 날 오후 3시로 일정이 잡혀 있었으며, 승객을 차출한 비행기는 일요일 밤 비행기였다. 다오는 하차를 거부하고 자신이 의사이며, 진료해야 할 환자가 있다고 주장하였다. 유나이티드 항공은 경찰에 도움을 요청하였고, 뒤이은 실랑이에서 승객은 머리와 입에 생명에 지장이 없는 부상을 입고, 병원에 이송되었다.

## 이후
승객에 끌려 나가는 장면이 찍힌 동영상이 인터넷에 유포되었다. 유나이트 항공 CEO 오스카 무노즈가 트위터에 사과 메시지를 올렸다. 고든 베툰 전 유나티이드 컨티넨털 홀딩스 회장은 미국 경제전문매체 CNBC와의 인터뷰에서 "승객의 '미성숙한(immature)' 행동이 모두를 방해했다"고 주장했다. 그는 인터뷰에서 "유나이티드 항공은 전문적으로 직무를 수행하려고 하지만, 비행기에 탑승한 모두가 전문적인 것은 아니다"라며 "그래서 이런 '장면'이 만들어진 것"이라고 말했다. 11일(현지시간) 유나이티드 항공의 모회사인 유나이티드 콘티넨털 홀딩스는 뉴욕증시에서 전장 대비 1.1% 하락한 70.71달러에 장을 마쳤다. 따라서 유나이티드 항공의 시가총액은 이날 하루에만 2억5500만달러(약 3000억원) 줄었다.